# 56a Divisió (Exèrcit Popular de la República)
La 56a Divisió va ser una de les divisions de l'Exèrcit Popular de la República que es van organitzar durant la Guerra Civil espanyola sobre la base de les Brigades Mixtes. Va estar composta per unitats pertanyents al Cos de Carrabiners.

## Història
Anteriorment una divisió al front del Nord ja havia emprat aquesta numeració.
La unitat va ser creada a l'abril de 1938, inicialment com a Divisió «Bellvís» o Divisió «C», fins que finalment va adoptar la seva denominació definitiva. Va estar composta per les brigades mixtes 3a, 56a i 179a —algunes estaven formades per carrabiners. La divisió va quedar adscrita al XII Cos d'Exèrcit, que constituïa la reserva de l'Exèrcit de l'Ebre. A l'agost les brigades mixtes 3a i 179a van participar en un fallit atac sobre Vilanova de la Barca, en el front del Segre; posteriorment van intervenir als combats de Seròs. Per part seva, la 56a BM va estar desplegada en el front de l'Ebre, participant al novembre en l'ofensiva republicana sobre el cap de pont de Seròs.
El desembre de 1938, al començament de la campanya de Catalunya, la divisió va tenir un mal acompliment i davant l'atac enemic es va retirar de les seves posicions, quedant pràcticament dispersada. A conseqüència d'això el comandant de la divisió, Ricardo Gómez García, hauria estat rebaixat i posat al comandament d'una unitat menor. El gener de 1939, en plena retirada republicana, va ser assignada breument al XV Cos d'Exèrcit i al XXIV Cos d'Exèrcit.
La unitat resultaria destruïda durant la campanya de Catalunya.

## Comandaments
Comandants
- tinent coronel de carrabiners Ricardo Gómez García;
- major de milícies Hermenegildo Roca Oliver;

Caps d'Estat Major
- capità de carrabiners Ángel Martínez Ezquerro;